# Шипокрила гъска
Шипокрила гъска (Plectropterus gambensis) е вид птица от семейство Патицови (Anatidae), единствен представител на род Plectropterus.

## Разпространение и местообитание
Разпространен е в Ангола, Бенин, Ботсвана, Буркина Фасо, Бурунди, Габон, Гамбия, Гана, Гвинея, Гвинея-Бисау, Екваториална Гвинея, Етиопия, Замбия, Зимбабве, Камерун, Кения, Демократична република Конго, Република Конго, Кот д'Ивоар, Лесото, Либерия, Мавритания, Малави, Мали, Мозамбик, Намибия, Нигер, Нигерия, Руанда, Свазиленд, Сенегал, Сиера Леоне, Судан, Танзания, Того, Уганда, Централноафриканската република, Чад, Южен Судан и Южна Африка.